# Novosuctobelba shogranensis
Novosuctobelba shogranensis är en kvalsterart som beskrevs av Hammer 1977. Novosuctobelba shogranensis ingår i släktet Novosuctobelba och familjen Suctobelbidae. Inga underarter finns listade i Catalogue of Life.